# Bletterbach
Bletterbach je potok a rokle mezi jihotyrolskými obcemi Aldein (Aldino) a Radein. Potok pramení u Weißhornu (2 317 m n. m.) v rokli, která je také označována jako Grand Canyon jižních Tyrol a vznikla přibližně před 15 000 lety (v době ledové). Je asi 8 km dlouhá a 400 m hluboká. V horninách Dolomitů zde bylo objeveno velké množství fosílií. Erozní činnost potoka vedla nejen ke vzniku rokle, která odkryla neporušený profil horninami vzniklými v průběhu 35 milionů let (275-240), ale vytvořila také řadu skalních útvarů, které připomínají obličeje a jsou proto oblíbeným fotografickým motivem. V části rokle byl zřízen geopark a byla zpřístupněna turistům.

## Geologický profil
Nejspodnější horninová vrstva, odkrytá v Bletterbachu, patří vulkanické skupině Etschtaler a je také známá jako boznerský křemenný porfyr. Jedná se o červenavý sopečný tuf, vzniklý asi před 280 miliony let v oblasti rovníku. Značná část však byla v průběhu miliónů let oderodována.

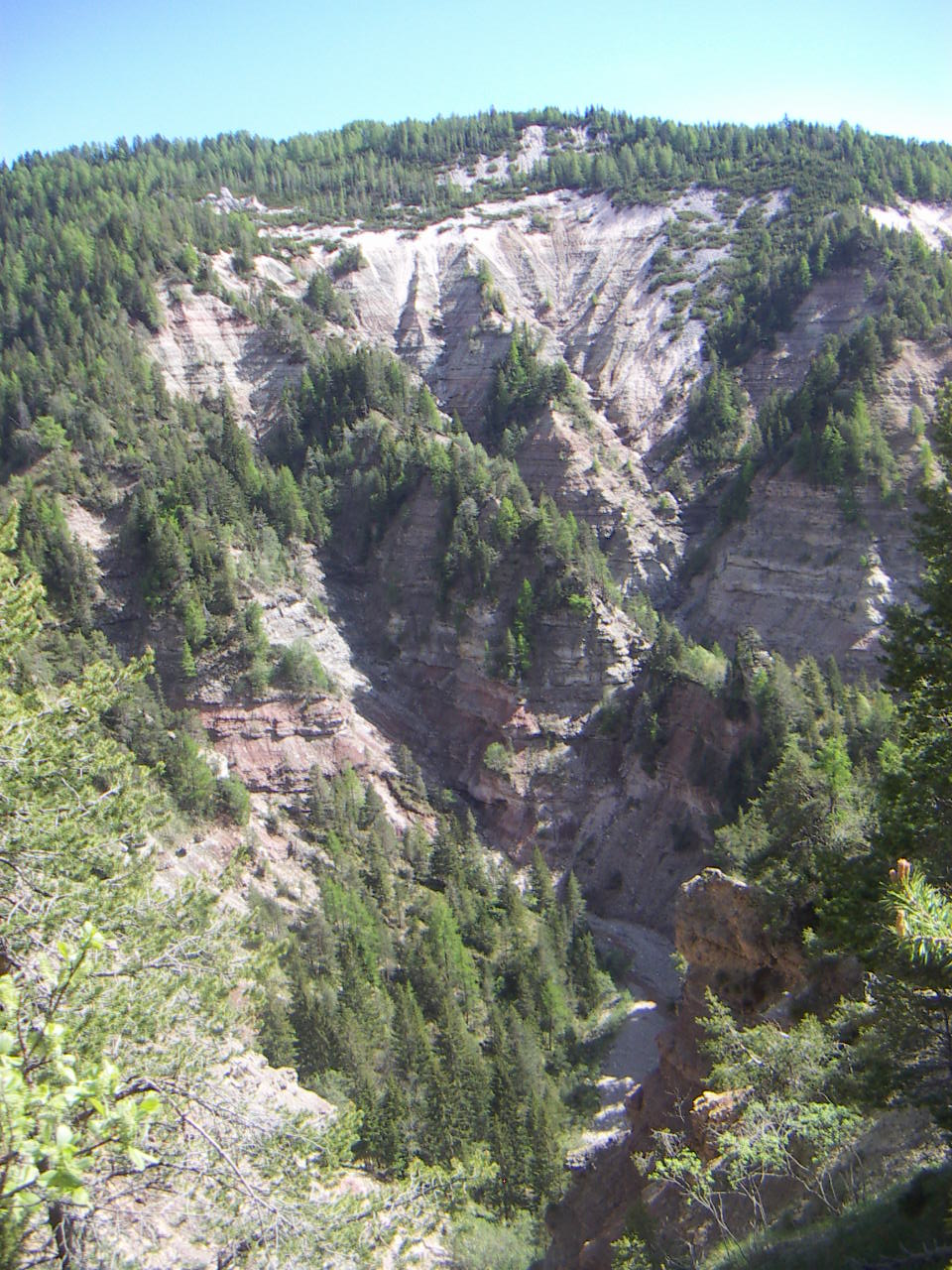
Rokle Bletterbach

Nad vulkanity leží 250 metrů mocné vrstvy sedimentárních hornin formace Gröden permského stáří. Nápadné jsou hlavně červené a šedé lavicovitě zvrstvené pískovce se zkamenělinami hlavonožců. Ve spodní části této formace převažují říční uloženiny s různými sedimentárními strukturami, jako je žebrování, křížové zvrstvení, šikmé vrstvení nebo bahenní pukliny. Nalezeny byly i stopy pravěkých ještěrů.
Ve svrchní části již vykazují horniny přibývající vliv moře. Patří do ní fosíliemi bohatý vápenatý Cephalopodenbank, tvořící horní hranu vodopádu Butterloch. Formaci Gröden proráží několik vulkanických rudních žil a v oblasti Butterlochu je patrná i komínová brekcie. Vulkanity jsou triasového stáří, jejich vznik je datován stupni ladin-karn.
V závěru údolí jsou nad formací Gröden odkryty asi 60 metrů mocné bellerophonové vrstvy svrchně permského stáří, bohaté na nálezy mlžů. V bituminózních vápencích a dolomitech se vyskytují sádrovcové konkrece a hlízy, vzniklé rychlým odpařováním slané vody. Také ve formaci Bellerophon je směrem k nadloží patrná transgrese moře. Zatímco ve spodních partiích jsou sedimenty více terrigenní, směrem do nadloží přibývá brakických vrstev.
Nad formací Bellerophon jsou několik metrů mocné werfenské vrstvy (oolitické horniny, stáří spodní trias). V této silně diferencované formaci je patrná tvorba v mělkém moři, tedy docházelo v této době k regresi moře. Ve světlých vápencích v podloží se nenacházejí žádné fosílie, což dokladuje hromadné vymírání organismů před 252 miliony let. Werfenské vrstvy jsou tvořeny jílovými břidlicemi, slínovci, pískovci a vápenci. V nadloží formace Werfen pak následují konglomeráty Richthofen a nad nimi Sarldolomit, který vznikal v tropickém moři za přítomnosti řas. Obě vrstvy jsou stáří anis (střední trias). Světlý sarldolomit tvoří vlastní vrchol Weisshornu, který mu tak vděčí za své jméno.